# LMFA Femenina 2022
La LMFA Femenina 2022 è la 2ª edizione del campionato di football a 7 femminile, organizzato dalla FMFA.

## Squadre partecipanti
| Club                   | Città               | Stadio | Sponsor ufficiale | Risultato nella stagione 2021 |
| ---------------------- | ------------------- | ------ | ----------------- | ----------------------------- |
| Las Rozas Black Demons | Las Rozas de Madrid |        |                   |                               |
| Camioneros de Coslada  | Coslada             |        |                   |                               |
| Osos de Rivas          | Rivas-Vaciamadrid   |        |                   |                               |

## Stagione regolare

### Calendario

#### 1ª giornata
| Las Rozas de Madrid 16 gennaio 2022, ore 18:00 | Las Rozas Black Demons | 67 – 0 | Camioneros de Coslada |  |

#### 2ª giornata
| Coslada 2022 | Camioneros de Coslada | - – - (rinviata) | Osos de Rivas |  |

| 29 gennaio 2022, ore 19:00 | Las Rozas Black Demons | 52 – 0 | Granada Valkirias |  |

#### Incontro amichevole 1
| 12 febbraio 2022, ore 18:00 | Osos de Rivas | 68 – 12 | Badalona Dracs |  |

#### 3ª giornata
| Rivas-Vaciamadrid 26 febbraio 2022 | Osos de Rivas | 33 – 71 | Las Rozas Black Demons |  |

| 27 febbraio 2022, ore 12:00 | Camioneros de Coslada | 2 – 20 | Granada Valkirias |  |

#### Incontro amichevole 2
| 13 marzo 2022, ore 12:00 | Osos de Rivas | – | Barberá Rookies |  |

#### 4ª giornata
| Coslada 23 aprile 2022 | Camioneros de Coslada | – | Las Rozas Black Demons |  |

#### 5ª giornata
| Rivas-Vaciamadrid 7 maggio 2022 | Osos de Rivas | – | Camioneros de Coslada |  |

#### 6ª giornata
| Las Rozas de Madrid 21 maggio 2022 | Las Rozas Black Demons | – | Osos de Rivas |  |

### Classifica
La classifica della regular season è la seguente:
- PCT = percentuale di vittorie, G = partite giocate, V = partite vinte,  P = partite perse, PF = punti fatti, PS = punti subiti

| Pos. | Squadra                | PCT   | G | V | N | P | PF  | PS |
| ---- | ---------------------- | ----- | - | - | - | - | --- | -- |
| 1    | Las Rozas Black Demons | 1.000 | 2 | 2 | 0 | 0 | 138 | 33 |
| 2    | Osos de Rivas          | .000  | 1 | 0 | 0 | 1 | 33  | 71 |
| 3    | Camioneros de Coslada  | .000  | 1 | 0 | 0 | 1 | 0   | 67 |

## I Final de la LMFA
| 2022 | TBD | – | TBD |  |

## Verdetti
- TBD Campionesse della LMFA Femenina